# Odontosciara mirispina
Odontosciara mirispina är en tvåvingeart som beskrevs av Yang, Zhang och Yang 1998. Odontosciara mirispina ingår i släktet Odontosciara och familjen sorgmyggor.
Artens utbredningsområde är Zhejiang (Kina). Inga underarter finns listade i Catalogue of Life.